# 糖鎖生物学
糖鎖生物学（とうさせいぶつがく）は、グリカンの構造、生合成、生物学的機能を研究し理解するために、生化学および分子生物学の基礎を組み合わせた、新しい科学的専門分野である。グリカンは生物に欠かせない成分で、自然界に広く存在している。
生物学では、高分子はDNA、タンパク質、脂質、グリカンまたは糖質の4つに大きく分類される。グリカンには固有の特徴があり、オリゴマーまたはモノマー（単量体）、直鎖構造のものや複雑に枝分かれした構造のものなど、分子的に極めて多様な分子である。グリカンのモノマーは異なる種類の結合によって互いに結合しうる。

## グライコーム
グライコームとは、ある生体のすべての糖質に関する総合的なカタログのようなものである。グライコームはある臓器やある種の細胞に固有でありうる。グライコームは基本となる構成要素の多様性が非常に大きく、結合や相互作用の仕方が多様なため、プロテオームよりもはるかに複雑である。

## グリカン
ヒドロキシ基 (-OH) の立体配置を考慮すると、単糖類には数多くの立体異性体が存在する。ヒドロキシ基の配置が糖同士の結合の性質を決定する。ヒドロキシ基は、カルボキシ基、アミノ基、Nアセチル基など、他の基に置き換えられうる。 
グリカンは、通常以下の4つのグループに大別される。
- グルコース、ガラクトース、フルクトースなどの単糖。加水分解されない単一の分子で、結晶を形作る。
- マルトース、ラクトース、サッカロースなどの二糖。
- オリゴ糖および多糖。グリコシド結合によって単糖が結合したもので、直鎖構造または枝状構造を形成し、一般的に加水分解される。
- 複合オリゴ糖。反復ではなく、一般的にタンパク質や脂質と結合している。

最近まで、グリカンというこの分子グループは、単にエネルギーの供給者であり、構造的な役割を果たすものとみなされていた。生体内におけるグリカンの構造と役割に強い関心がもたれるようになったのは、ほんの数年前からのことである。現在では、グリカンは細胞の表面で脂質やタンパク質と結びつき、細胞間通信に関与することが分かっている。細胞内でのタンパク質の配置が制御され、生体内で細胞が互いに区別できるのは、特にグリカンのおかげである。

## 糖鎖生物学と医学
ヘパリン、エリスロポエチン、一部の抗インフルエンザ薬といった既に市場に出ている薬は、効果があることが明らかになっており、新種の医薬品としてのグリカンの重要性が強調されている。さらには、新しい抗がん剤の研究では、この糖鎖生物学に新たな可能性を見出している。さまざまな新しい作用機序を持つ抗がん剤、さらには抗炎症薬や抗感染症薬が、現在臨床実験中である。これらは既存の療法に代わるもの、あるいは補うものとなりうるかもしれない。これらのグリカンは、構造が複雑なために、再生可能な方法で合成することが依然として難しい分子ではあるが、この新しい研究分野は非常に将来性のあるものだ。

## 糖鎖生物学と皮膚
近年のテクノロジーの進歩のおかげで最近発達を遂げた糖鎖生物学は、皮膚の老化についてのより正確な理解を目指すことを可能にするものである。今ではグリカンが皮膚の主要な構成要素であり、皮膚のホメオスタシス（恒常性）において決定的な役割を演じることが明確になっている。つまり、
- グリカンは分子および細胞認識において極めて重要な役割を果たし、細胞表面で特に生物学的メッセージを伝えるために作用する[4]。
- 細胞の代謝（合成、増殖、分化等）に介在する。
- 組織の構造および構成に関与する。

皮膚の正常な機能に欠かせないグリカンは、老化の過程で質的にも量的にも変化する。通信機能および代謝機能は衰え、皮膚の構造が劣化する。